# Niaftasuchus
Niaftasuchus zekkeli
Genre
Espèce
Niaftasuchus (littéralement « crocodile du Niafta (ru) ») est un genre éteint d'énigmatiques thérapsides ayant vécu durant le Permien moyen dans ce qui est actuellement la Russie européenne. Une seule espèce est connue, Niaftasuchus zekkeli, décrite pour la première fois en 1990 par le paléontologue russe Mikhaïl Feodosievitch Ivakhnenko à partir d'un crâne mesurant 9 cm de long.
Niaftasuchus ayant une dentition distinctive, il a été interprété comme l'un des premiers thérapsides herbivores connus. Le genre a vécu dans un environnement aux côtés de certains des derniers synapsides non thérapsides, tels que le caséasaurien Ennatosaurus et le varanopidé Mesenosaurus (en).
Niaftasuchus est l'un des nombreux thérapsides basaux et énigmatiques de Russie qui peuvent être basés sur du matériel fossilisé provenant possiblement d'un juvénile. Ses affinités phylogénétiques sont controversées ; il a été classé à de nombreuses reprises parmi les biarmosuchiens, dinocéphales ou parmi les anomodontes, et il a également été suggéré d'appartenir à une lignée à part entière.

## Découverte
Le spécimen holotype de Niaftasuchus zekkeli est un crâne incomplet sans mandibule, ayant été collecté près de la rivière Peza dans l'oblast d'Arkhangelsk, en Russie, près du Niafta (ru). Il a été nommé en 1990 par le paléontologue Mikhaïl Feodosievitch Ivakhnenko, avec le nom faisant référence à l'endroit où il a été trouvé et honorant le géologue I. D. Zekkel. Ivakhnenko l'a d'abord interprété comme un tapinocéphale, mais a par la suite proposé un ordre monotypique, Niaftasuchida, pour lui seul. En 2000, Battail et Surkov ont soutenu qu'il s'agissait d'un biarmosuchien. En 2001, Ivakhnenko a suggéré qu'il s'agissait d'un anomodonte, mais en 2003, il le classe à nouveau comme un dinocéphale sur la base de nouveaux matériels fossiles.

## Description

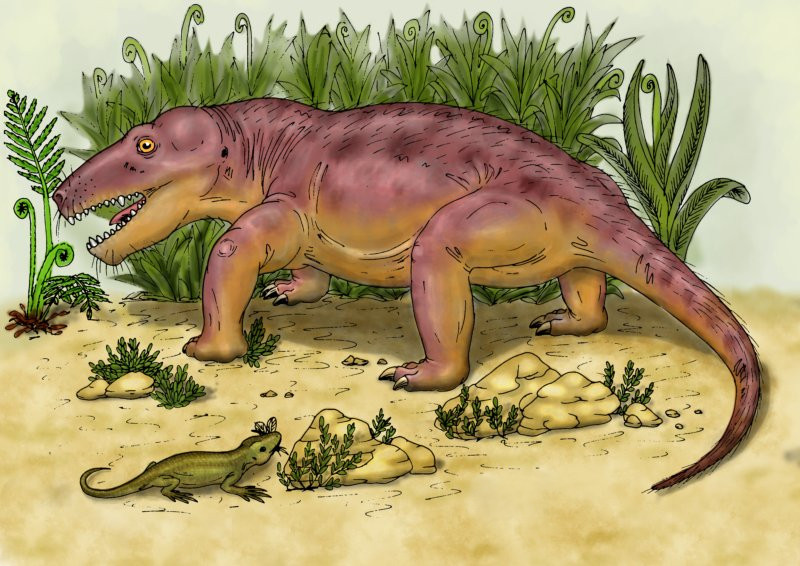
Reconstitution.

Niaftasuchus a une dentition distinctive composée de grandes dents couchées en forme de feuille. Il y a trois paires d'incisives, mais les canines ne sont pas particulièrement distinctes des autres dents du maxillaires. Il y a quelques dents palatines. Comme les biarmosuchiens, Niaftasuchus a des orbites exceptionnellement grandes, bien que cela puisse être un caractère de juvénile. Le crâne est bas et élargi.
Les spécimens connus de Niaftasuchus sont très petits ; le crâne holotype ne mesurant que 9 centimètres de long. Sur la base de la taille de l'individu, il a été interprété comme étant basé sur du probable matériel juvénile.

## Classification
La classification de Niaftasuchus est considérée comme très problématique. Il est assigné à sa propre famille, les Niaftasuchidae. Ivakhnenko, qui a été le premier à décrire le taxon, le considère comme un dinocéphale basal, alors que Battail et Surkov ont classé Niaftasuchus dans les Biarmosuchia. Il est également possible qu'il n'appartienne à aucune des deux lignées et qu'il forme un groupe de thérapside distinctif,.
Il n'existe qu'une seule espèce nommée, Niaftasuchus zekkeli, mais un spécimen pouvant représenter une deuxième espèce est connu. Il diffère de l'espèce type par le fait d'avoir une rangée de dents droites sans les dents du maxillaires élargies.

## Paléobiologie
Niaftasuchus est interprété comme avoir été un possible herbivore, ses dents étant adaptées principalement pour arracher les parties molles de plantes. Sur la base d'éventuels coprolithes trouvés dans la bouche d'un spécimen juvénile, Ivakhnenko a suggéré que les petits ingéreraient des déjections pour développer leur microbiote intestinal, comme chez de nombreux herbivores actuels.